# Bahnhof Esslingen (Neckar)
Der Bahnhof Esslingen (Neckar), ursprünglich Bahnhof Esslingen ist der wichtigste Bahnhof der Stadt Esslingen am Neckar und liegt am Streckenkilometer 13,211 der Filstalbahn von Stuttgart nach Neu-Ulm.

## Geschichte

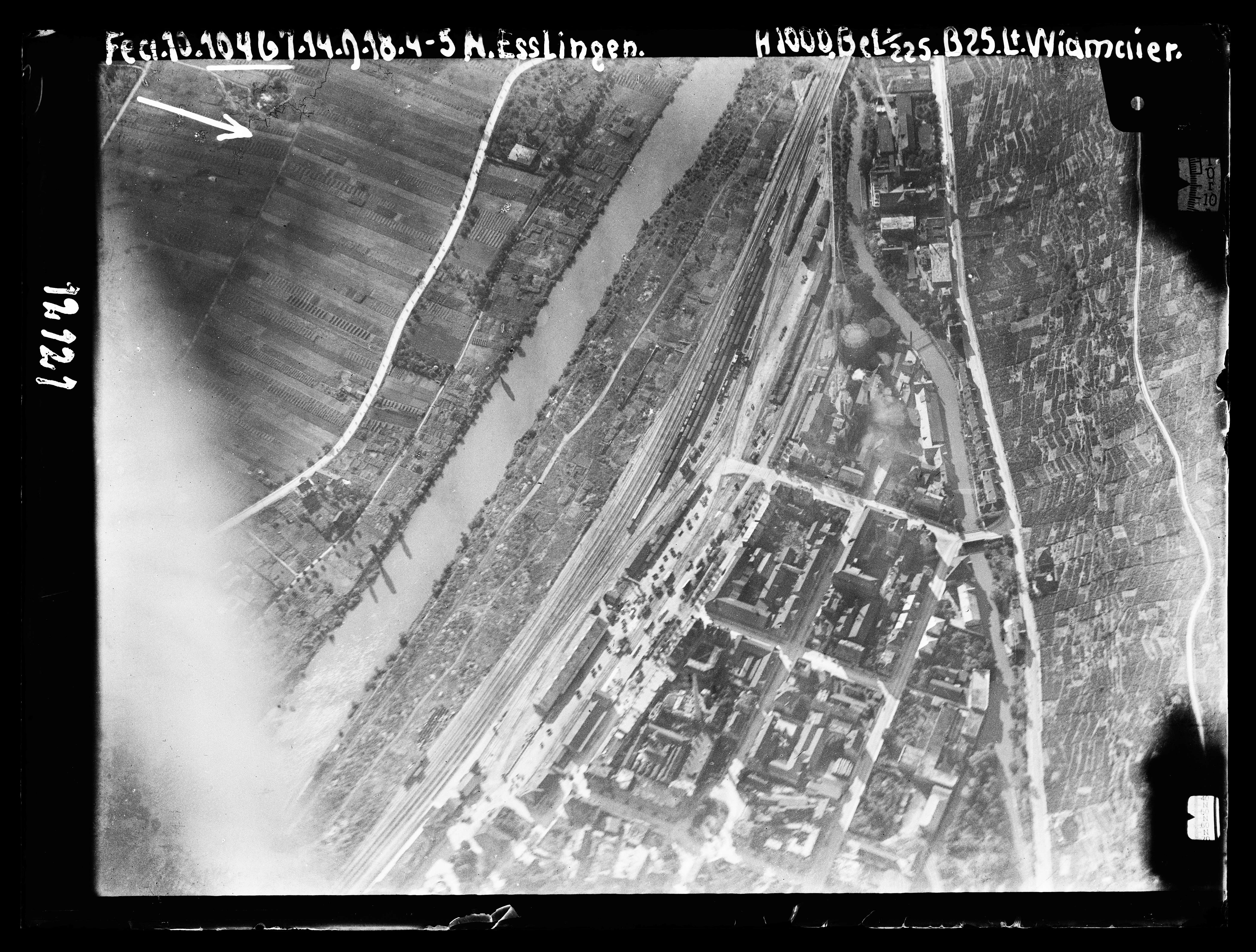
Luftbild von Bahnhof und Umgebung, September 1918

Die einstige Reichsstadt Esslingen war als Endpunkt der ersten württembergischen Eisenbahnstrecke, der Centralbahn Esslingen–Stuttgart–Ludwigsburg vorgesehen. Begünstigt durch die ebene Fläche am Neckar, gingen die Arbeiten schnell voran und am 20. November 1845 konnte der Bahnhof Eßlingen dem Verkehr übergeben werden. Er verfügte über ein einstöckiges Empfangsgebäude und eine Lokomotivremise. Später kam noch ein Wohnhaus für Bahnbedienstete hinzu.
Nicht alle Ratsherren der Oberamtsstadt sahen in dem neuen Verkehrsmittel einen Vorteil. Zunächst war in Esslingen der Endpunkt der Strecke, doch der Weiterbau durch das Filstal ließ nicht lange auf sich warten. Die Ratsherren befürchteten, dass hier eine unbedeutende Haltstation an der Ostbahn zwischen Stuttgart und Ulm entstünde, die der Stadt nicht angemessen sei. Aufgrund der geographischen Lage im Tal zwischen den Fildern und dem Schurwald kam jedoch ein Eisenbahnknoten an jener Stelle nicht in Frage. Zur großen Industrialisierung  in der Stadt kam es trotzdem. Die zahlreichen alten Fabrikgebäude in der Weststadt zeugen noch heute vom Aufschwung, den Esslingen Ende des 19. und Anfang des 20. Jahrhunderts erlebte.
Bereits 1852 statteten die Königlich Württembergischen Staats-Eisenbahnen (K.W.St.E.) die Ostbahn zwischen Cannstatt und Plochingen mit einem zweiten Streckengleis aus.
Der Bahnhof war überlastet und musste deswegen vergrößert werden. Dies hatte eine Verlegung der gesamten Anlage nach Westen zur Folge. Die K.W.St.E. veranlassten den Bau eines neuen Empfangsgebäudes auf Höhe der Friedrichstraße (heutige Berliner Straße). Nun gab es zehn Gleise und vier Bahnsteige. Der Güterbahnhof hatte mehrere Schuppen. 1884 legte die Stadt den Bahnhofsplatz an. In dessen Mitte befand sich ab 1892 ein zwischenzeitlich entfernter gusseiserner Schalenbrunnen. Am Bahnhofsplatz 2 entstand 1899 das Bahnbetriebsgebäude, schräg gegenüber 1901 das 2001 abgerissene Postamt im neugotischen Stil. 1909 kam das Zollamt in der Eisenbahnstraße (heutige Fleischmannstraße) im Jugendstil hinzu.
Zu Beginn des 20. Jahrhunderts sollte eine neue Bahnstrecke die stark befahrene Ostbahn vor allem vom Güterzugverkehr entlasten. Die Linksufrige Neckarbahn hätte auch Esslingen tangiert. Ein Südbahnhof sollte für Esslingen in der Pliensauvorstadt entstehen. 1909 entschied sich die Staatsbahn, die Trasse aus Kostengründen nicht bis Plochingen, sondern nur bis zum bestehenden Bahnhof Esslingen zu bauen, den sie mit Hilfe einer 260 Meter langen Brücke über den Neckar erreicht hätte. Da die Strecke aber stets in Konkurrenz zum viergleisigen Ausbau der Ostbahn stand, wurde sie zurückgestellt und schließlich nie errichtet.
1912 nahm die Straßenbahn Esslingen am Neckar ihren Betrieb auf; sie wurde von der Gesellschaft „Eßlinger Städtische Straßenbahn“ (ESS) betrieben. Die Haltestelle auf dem Bahnhofsplatz bedienten beide Linien: Die Durchgangslinie von Obertürkheim nach Oberesslingen und die Stadtlinie, die im Ringverkehr durch die Altstadt führte. Letztere bestand nur bis 1915. Auf der Durchgangslinie fuhren die Straßenbahnen bis 1944. Danach übernahm der Oberleitungsbus Esslingen am Neckar den Betrieb.
Ebenfalls den Bahnhof bediente von 1926 bis 1978 die Straßenbahn Esslingen–Nellingen–Denkendorf, die ab 1953 über eine Wendeschleife auf dem Bahnhofsvorplatz verfügte. Die Überlandstraßenbahn verband die Gemeinden Nellingen auf den Fildern und Denkendorf mit ihrer Oberamtsstadt. 1929 kam ein Streckenast hinzu, der in Nellingen abzweigte und Scharnhausen und Neuhausen auf den Fildern anschloss.
Nachdem ab 14. Oktober 1931 die Ostbahn zwischen Stuttgart Hbf und Esslingen viergleisig ausgebaut war, begann nach der Elektrifizierung am 15. Mai 1933 der Stuttgarter Vorortverkehr, aus der sich später die S-Bahn entwickelte. Am 15. Mai 1939 erhielt der Bahnhof den Namenszusatz (Neckar). Die Umbenennung von Eßlingen (Neckar) in die heutige Schreibweise erfolgte am 27. September 1965, nachdem die Stadt bereits am 16. Oktober 1964 die offizielle Schreibweise ihres Namens geändert hatte.
2011 begann die Umwandlung des ehemaligen Güterbahnhofs westlich des heutigen Bahnhofs und nördlich der Gleise zum Gewerbe- und Wohngebiet. Im Frühjahr 2016 wurden die noch nicht modernisierten Bahnsteige an den Gleisen 2 und 3 sowie 5 und 6 für einen barrierefreien Einstieg erhöht. Nach dem Umbau besitzen alle drei vorhandenen Bahnsteige eine einheitliche Höhe von 76 cm. Die Modernisierung wurde am 27. September 2018 feierlich abgeschlossen. Im Dezember 2021 schrieb die Deutsche Bahn die Planung zur Erhöhung und Modernisierung des Bahnsteigs an den Gleisen 7 und 8 auf 96 cm aus. Die Umsetzung ist für 2026 geplant.
Im August 2021 wurde ein „Video-Reisezentrum“ in Ergänzung zum bestehenden Reisezentrum eröffnet.
Im Bahnhof sollen zukünftig Abstellplätze für vier S-Bahn-Kurzzüge entstehen. Eine Entwurfsplanung lag Ende 2022 vor. Die Inbetriebnahme war für 2024 geplant. Der zunächst für Anfang 2024 geplante Baubeginn wurde auf Ende 2024 verschoben, nachdem der Bauauftrag zunächst nicht vergeben werden konnte. Die Fertigstellung war bis Ende 2024 geplant.
Der Bahnhof ist Teil des Digitalen Knotens Stuttgart (Baustein 3, Planbereich 3), die Ausrüstung jedoch aus finanziellen Gründen zurückgestellt.
Im Rahmen des Projekts Automated Train soll der Triebzug 430 236 ab Ende 2025 automatische Abstellungs- und Bereitstellungsfahrten in Esslingen demonstrieren.

## Empfangsgebäude
Das erste, eingeschossige Empfangsgebäude entstand 1846 vermutlich unter der Leitung von Georg von Morlok nach Plänen von Michael Knoll. Der im schlichten Stil Knolls gestaltete und schmal geschnittene achtachsige Bau besaß ein Satteldach. Der Stadtseite war ein Arkadengang vorgelagert.
|                                         |
| Empfangsgebäude von 1882/83, Stadtseite |

In den 1880er Jahren zählte Esslingen über 20.000 Einwohner und war die viertgrößte Stadt Württembergs. Daher stattete die Staatsbahn das neue Empfangsgebäude entgegen der ansonsten üblichen Sparsamkeit prunkvoller aus. Es wurde 1882 bis 1883 im italienischen Renaissancestil errichtet. Der Architekt erstellte keinen von Grund auf neuen Entwurf, sondern wandelte die Pläne des 1869 bis 1873 erbauten Bahnhofs Sigmaringen nur leicht in seinen Proportionen ab. Der Bau setzt sich aus einem langgezogenen, 15-achsigen einstöckigen Mittelbau und zwei zweistöckigen Kopfbauten zusammen. Dem Mittelteil ist ein Arkadengang vorgelagert.
Für die Gestaltung des zentral im Mittelteil gelegenen Eingangsportals ließ sich der Architekt wohl von römischen Triumphbogen inspirieren. Gut sichtbar über dem Zugang prangt das württembergische Wappen, von Eichenlaub und Lorbeeren umgeben. Darunter die Jahreszahl MDCCCLXXXIII (1883). Auf dem Risalit selbst steht in Großbuchstaben das Wort BAHNHOF. Das alte Empfangsgebäude, das am Ende der Bahnhofstraße stand, musste weichen. Teile davon erwarb die Firma Friedr. Dick und baute sie auf ihrem Fabrikgelände als Bürogebäude wieder auf. Sie wurden Ende der 1980er Jahre abgerissen.
Im Zuge des Konjunkturpakets II wurde das Empfangsgebäude mit energetischen Maßnahmen saniert. Zusätzlich wurden alle Bahnsteige durch Aufzüge besser zugänglich gemacht.

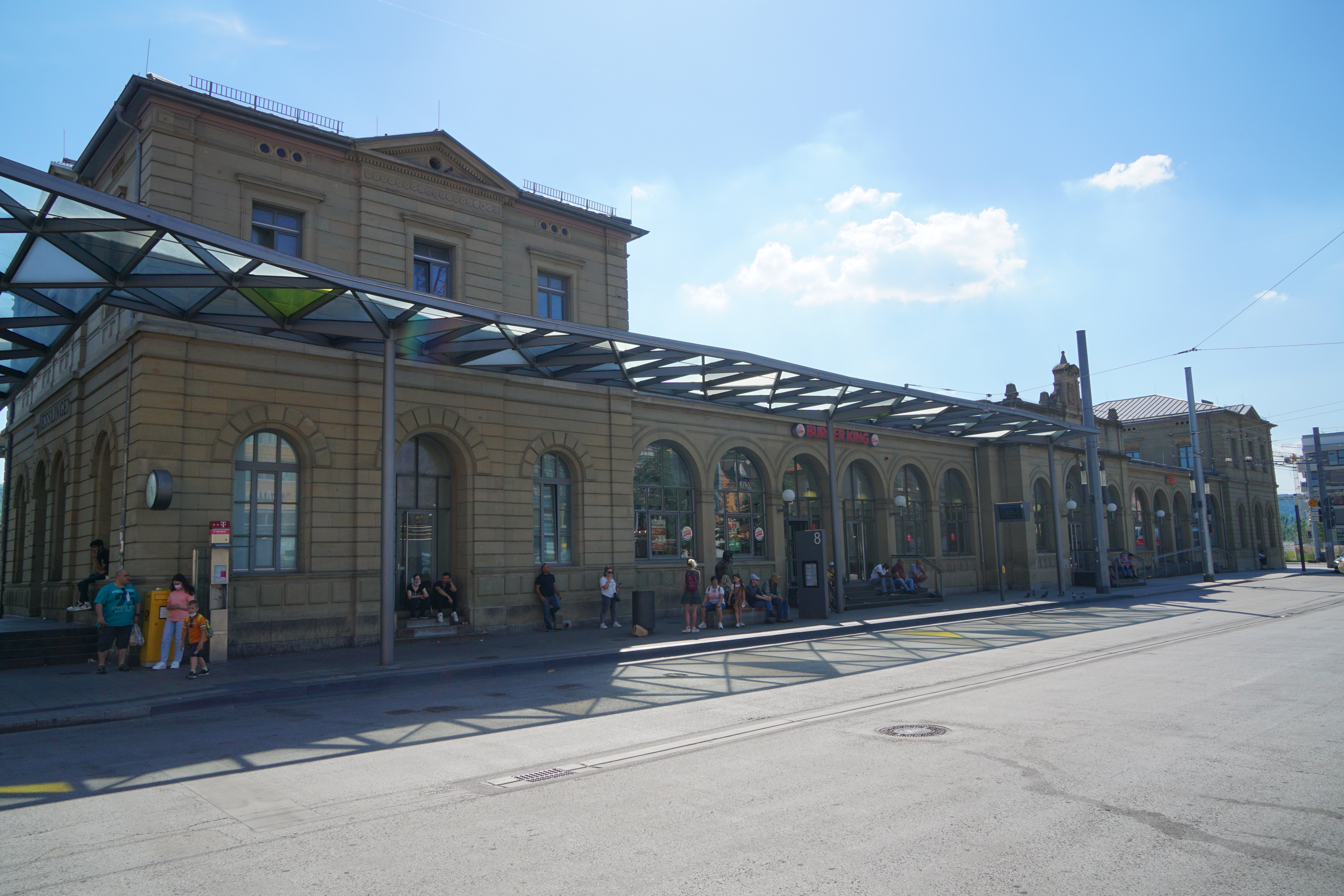
Empfangsgebäude von der Stadtseite
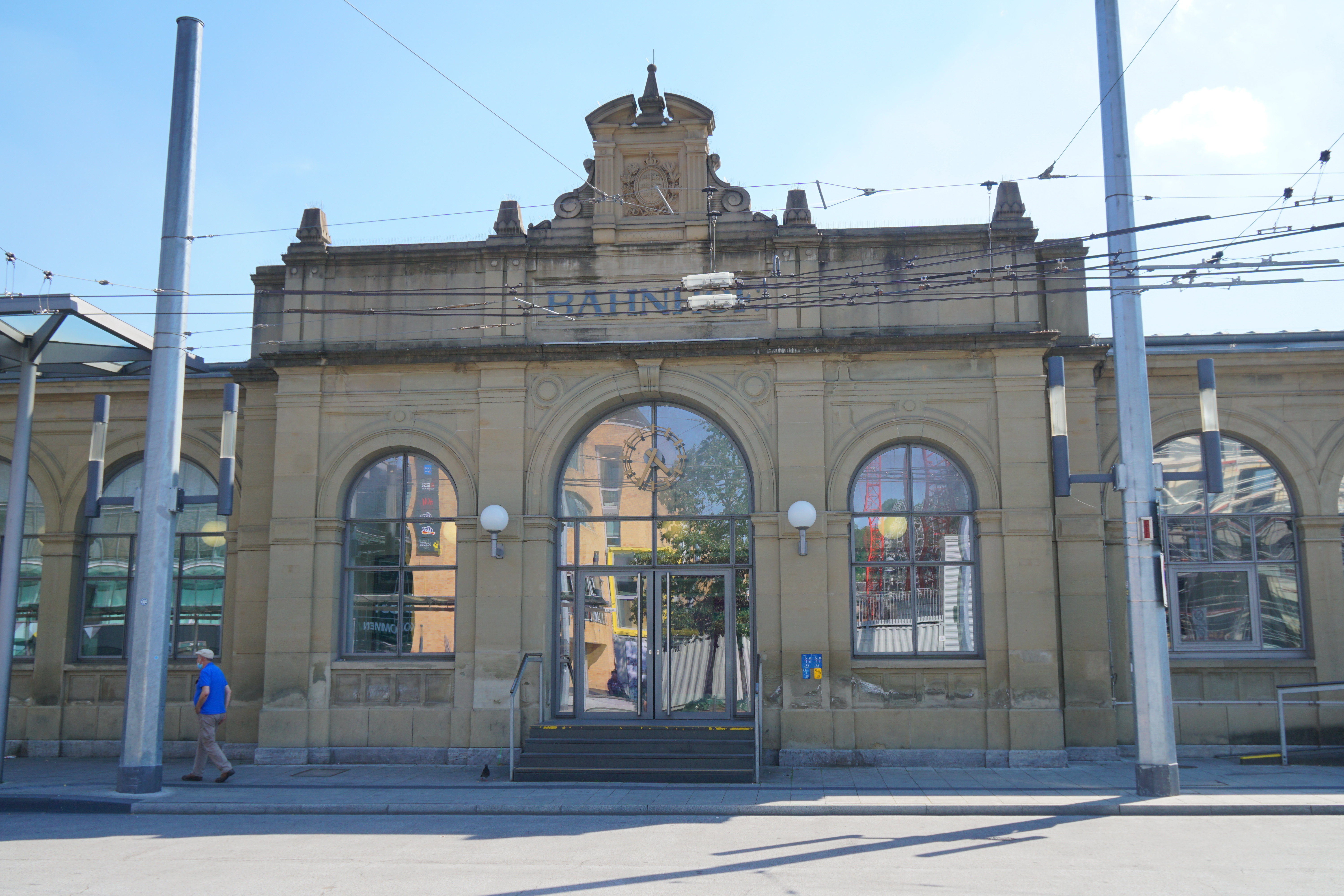
Empfangsgebäude Mittelteil
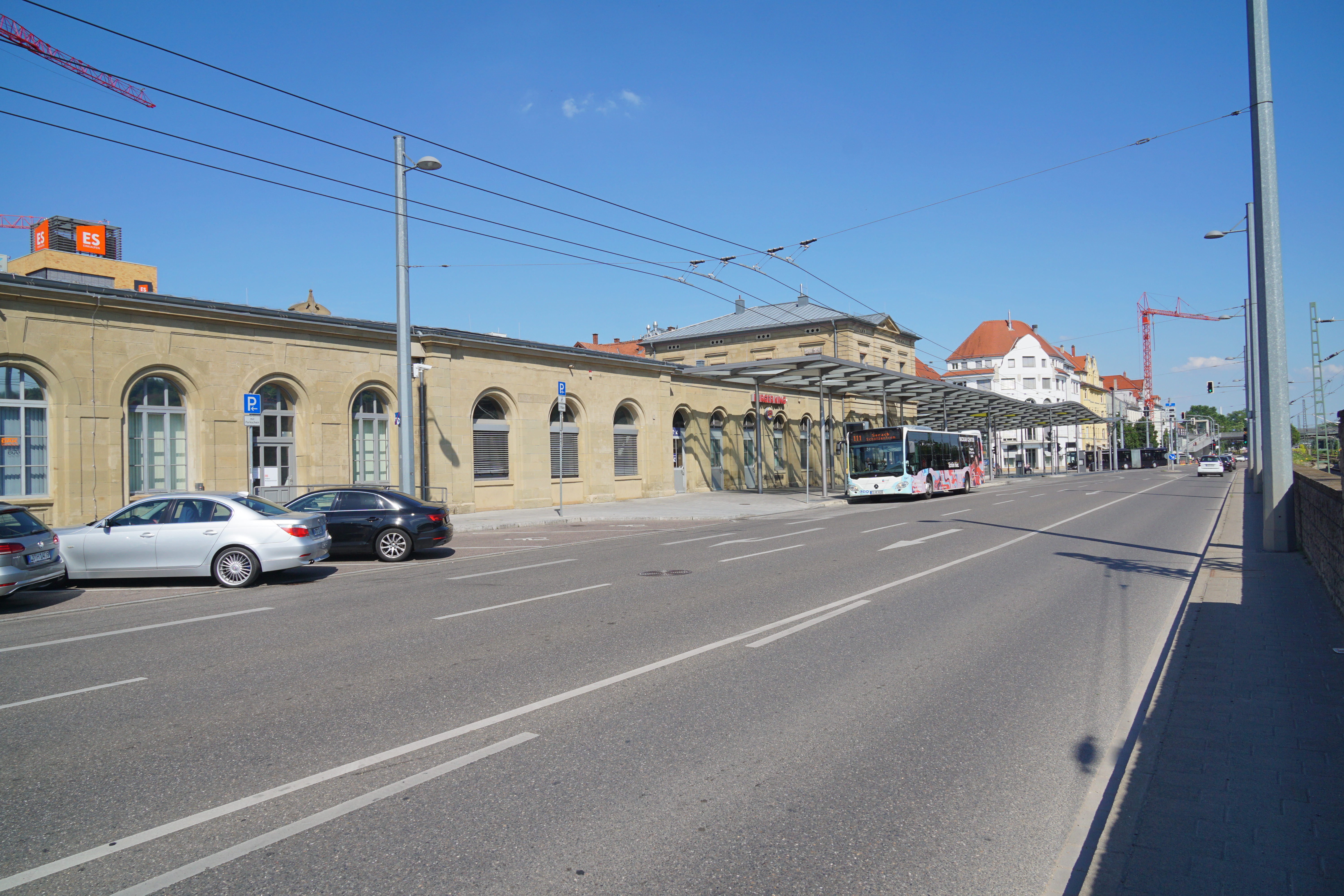
Schienenseite
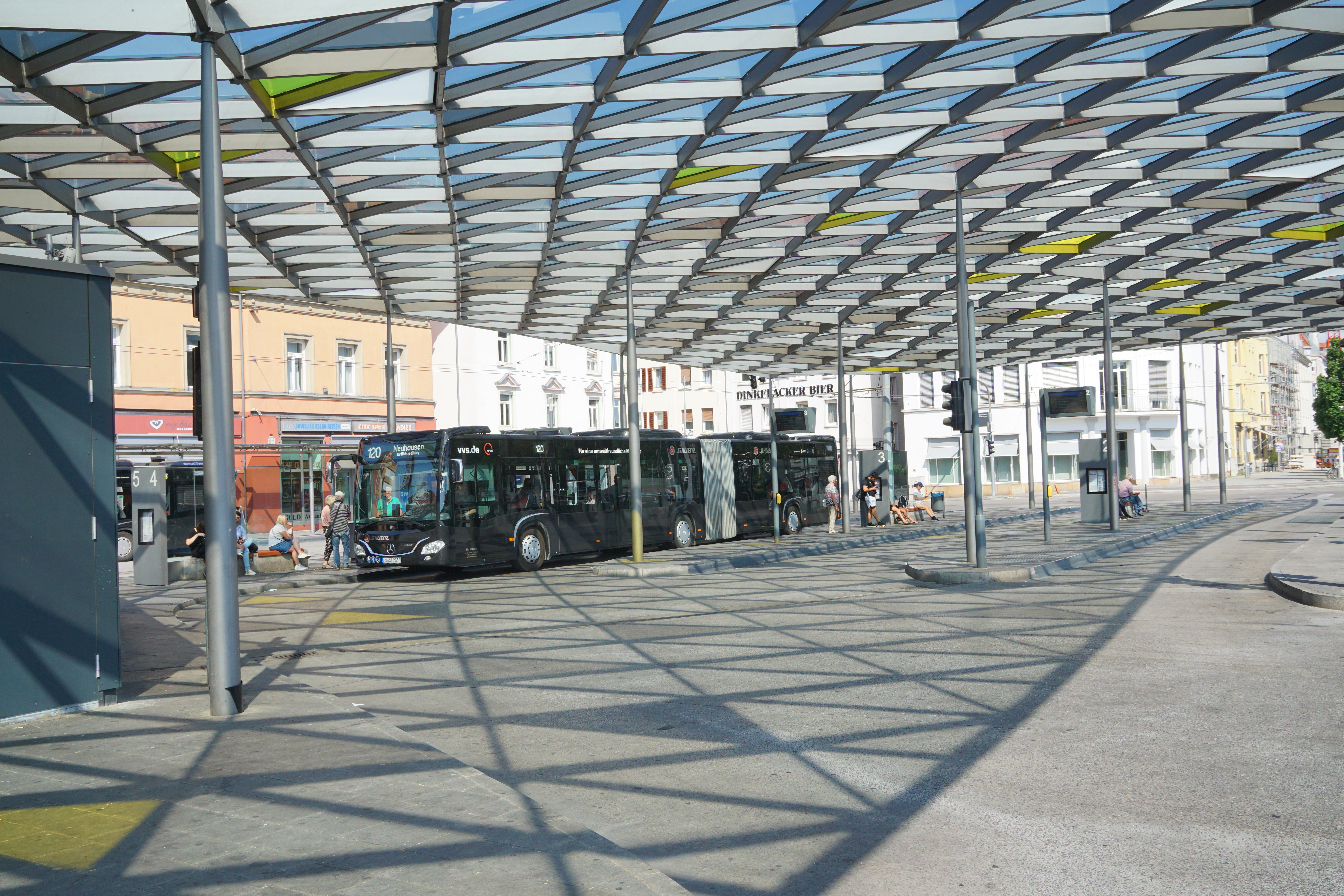
Busbahnhof
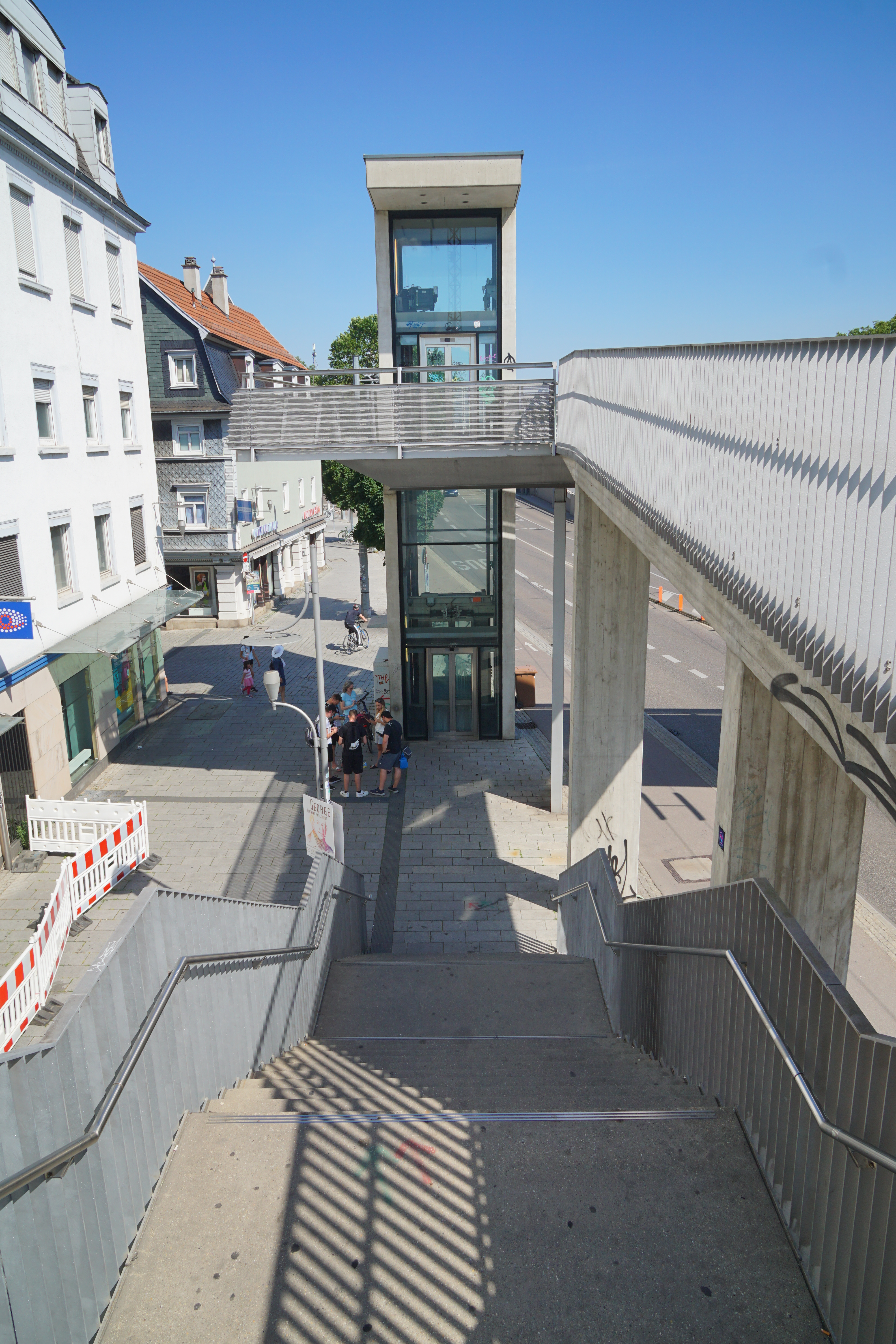
Aufzug am Pliensausteg
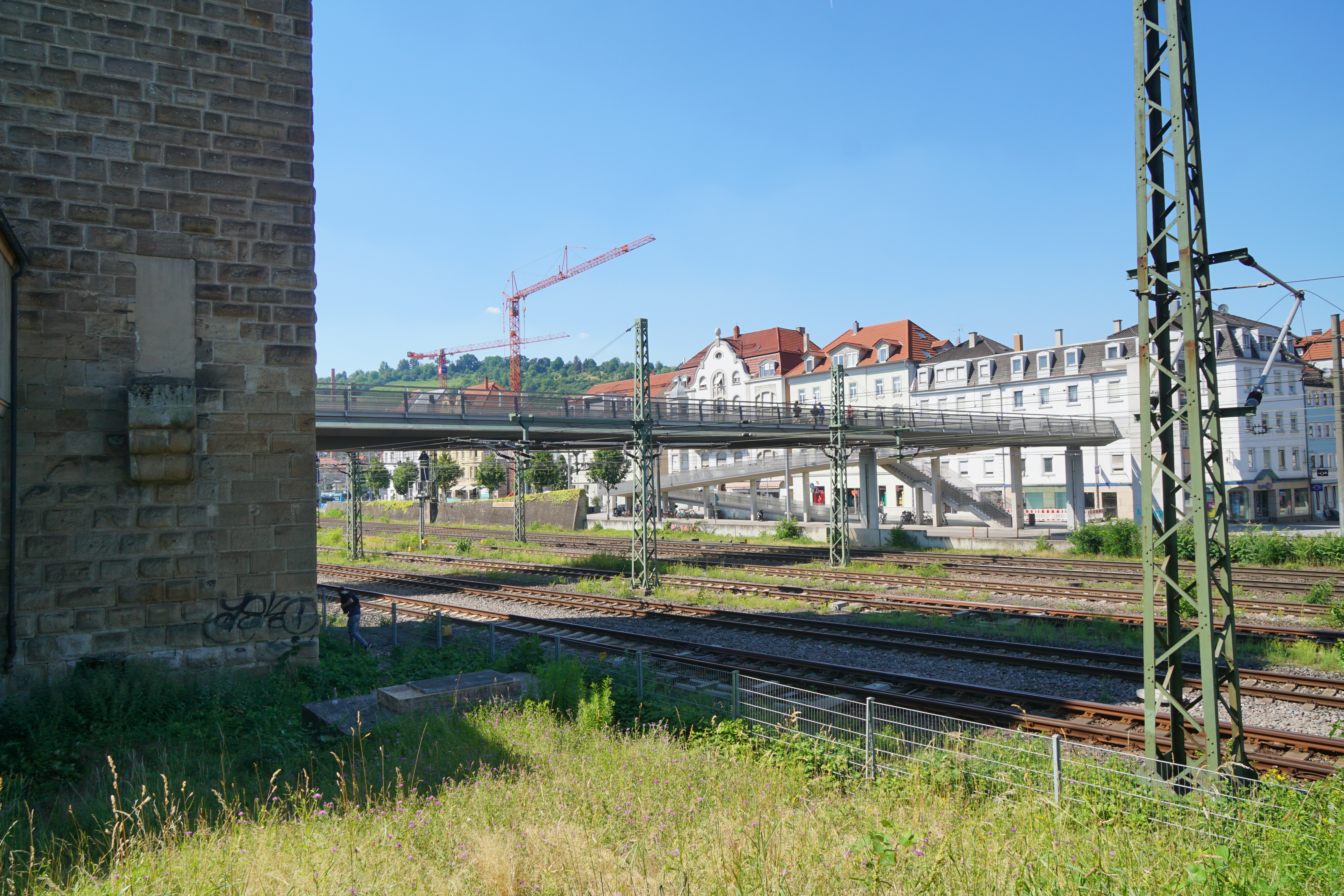
Pliensausteg
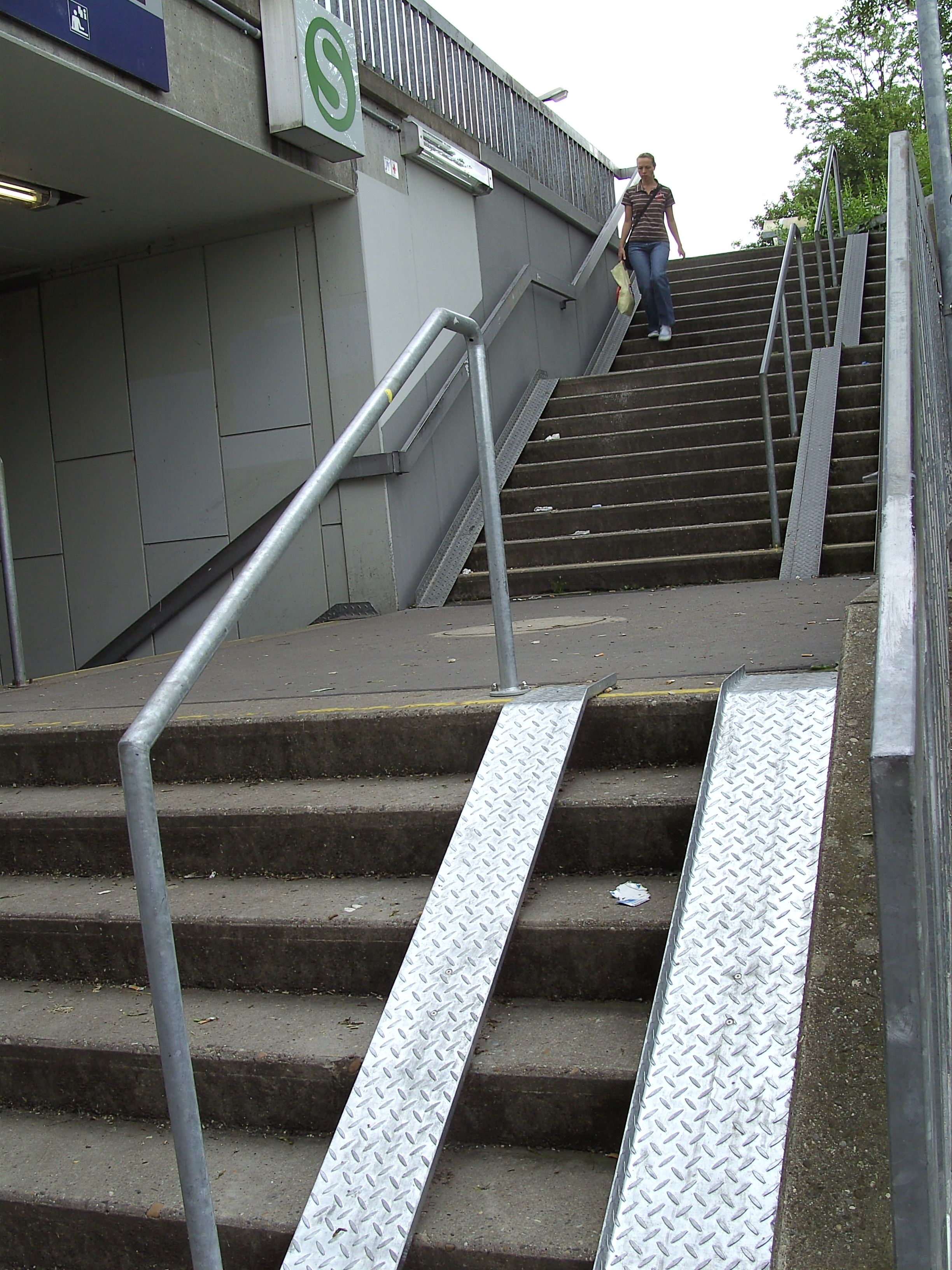
Südausgang, Fußweg zum Landratsamt

## Bahnbetrieb
Den Bahnhof bedienen Regionalzüge und die Linie S1 der Stuttgarter S-Bahn. Gleis 1 und der Hausbahnsteig existieren nicht mehr, an dieser Stelle verläuft jetzt die Eugenie-von-Soden-Straße und Buslinien. Auf Gleis 2 halten planmäßig die Züge Richtung Norden. Auf Gleis 3 halten die Regionalzüge Richtung Bad Cannstatt. Gleis 4 ist für durchfahrende Güter- und Fernzüge ohne eigenen Bahnsteig. Auf Gleis 5 und 6 verkehren die Regionalzüge in Richtung Plochingen, Tübingen und Ulm. Gleis 7 bedienen die Regionalzüge und S-Bahnen Richtung Bad Cannstatt, Gleis 8 die in Richtung Plochingen. Die Gütergleise 9 und 10 enden in Richtung Plochingen an einem Prellbock.
Fernverkehr findet in der Regel nicht mehr statt. In den Sommermonaten hält samstags ein ICE Wiesbaden/Frankfurt – St Anton am Arlberg.
Kann der Stuttgarter Hauptbahnhof aufgrund von Bauarbeiten oder einer Streckensperrung nicht angefahren werden können, halten die Züge meistens stattdessen oder zusätzlich im Bahnhof. Dabei wird vom Bahnsteig 2/3 in der Regel Richtung Norden (Mannheim/Heidelberg) und Westen (Karlsruhe/Basel) gefahren und von Gleis 5 in Richtung Süden und Osten (Züge Richtung Ulm/Allgäu/Österreich/München). 
Der Bahnhof Esslingen (Neckar) gehört bei DBInfraGO zur Preisklasse 3 und wird wie folgt bedient:
| Linie                    | Strecke | Takt       | Betreiber                                     |
| ------------------------ | --- | ---------- | --------------------------------------------- |
| RE 5                     | Stuttgart – Esslingen (Neckar) – Plochingen – Göppingen – Geislingen (Steige) – Ulm – Aulendorf – Friedrichshafen (– Lindau-Reutin) | 60 Minuten | DB Regio Baden-Württemberg                    |
| MEX 12                   | (Mosbach-Neckarelz –) Heilbronn – Stuttgart – Esslingen (Neckar) – Plochingen – Tübingen                                            | 60 Minuten | DB Regio Stuttgart                            |
| MEX 16                   | Stuttgart – Esslingen (Neckar) – Plochingen – Ebersbach – Göppingen – Süßen – Geislingen (Steige) – Ulm                             | 60 Minuten | Arverio Baden-Württemberg                     |
| MEX 18                   | Osterburken – Heilbronn – Stuttgart – Esslingen (Neckar) – Plochingen – Tübingen                                                    | 60 Minuten | DB Regio Stuttgart                            |
| S 1                      | Kirchheim (Teck) – Esslingen (Neckar) – Stuttgart – Herrenberg                                                                      | 15 Minuten | DB Regio Baden-Württemberg (S-Bahn Stuttgart) |
| Stand: 15. Dezember 2024 | |            |                                               |

## Technik
Im Bahnhof befindet sich ein abgesetztes Elektronisches Stellwerk (ESTW-A) vom Typ L90, das 2006 in Betrieb genommen wurde und auch den Bahnhof Stuttgart-Obertürkheim steuert. Dieses Stellwerk soll für den Digitalen Knoten Stuttgart angepasst werden. Inzwischen wird mit einer Inbetriebnahme nicht vor 2030 gerechnet.